# Saint-Bandry

Saint-Bandry este o comună în departamentul Ain, Franța. În 1 ianuarie 2022 avea o populație de 240 de locuitori.